# Kollerbachsmühle
Kollersbachmühle ist eine Wüstung auf dem Gemeindegebiet der Stadt Stadtsteinach im Landkreis Kulmbach (Oberfranken, Bayern).

## Geografie
Die Einöde lag am Kollersbach, einem linken Zufluss des Großen Rehbachs, auf einer Höhe 465 m ü. NHN.

## Geschichte
Gegen Ende des 18. Jahrhunderts bestand Kollersbachmühle aus einem Anwesen. Das Hochgericht übte das Burggericht Guttenberg aus. Es hatte gegebenenfalls an das bambergische Centamt Marktschorgast auszuliefern. Die Grundherrschaft über die Mahlmühle hatte das Burggericht Guttenberg.
Mit dem Gemeindeedikt wurde Kollersbachmühle dem 1812 gebildeten Steuerdistrikt Guttenberg und der im gleichen Jahr gebildeten Gemeinde Triebenreuth zugewiesen. Nach 1877 gibt es keine weiteren Einträge in den Ortsverzeichnissen und topographischen Karten.

## Einwohnerentwicklung
| Jahr      | 001819 | 001861 | 001871 |
| Einwohner | 7      | 5      | 7      |
| Quelle    | [ 3 ]  | [ 4 ]  | [ 5 ]  |

## Religion
Kollersbachmühle war evangelisch-lutherisch geprägt und nach St. Georg (Guttenberg) gepfarrt.